# Adolf Turek
Adolf Turek (20. února 1911 Vídeň – 20. března 1998 Opava) byl český a československý historik, archivář, politik Československé strany lidové, poslanec České národní rady a Sněmovny národů Federálního shromáždění za normalizace.

## Život
Narodil se ve Vídni jako syn důstojníka císařské gardy. Rodina se roku 1919 přestěhovala do Brna. Zde absolvoval roku 1930 gymnázium a obor historie a geografie na Filosofické fakultě Masarykovy univerzity, kde promoval roku 1936. Nastoupil zprvu jako asistent na Filosofické fakultě a roku 1939 jako učitel na gymnázium v Židenicích. Roku 1941 začal pracovat v Zemském archivu moravském. V letech 1944–1945 byl totálně nasazen v Královopolské strojírně. Po válce byl přeložen do archivu do Opavy, kde působil až do důchodu, dlouhodobě jako zástupce ředitele archivu. Badatelsky se zaměřoval na dějiny Moravy, zejména národnostní poměry, církevní dějiny a regionální historiografii. Po odchodu na penzi roku 1978 redigoval Vlastivědný sborník okresu Nový Jičín.
Už v meziválečném období byl členem Československé strany lidové. K roku 1969 se uvádí původní profesí coby asistent na vysoké škole a profesor na střední škole, bytem Opava. Absolvoval Filozofickou fakultu Masarykovy univerzity v Brně a tříletou večerní univerzitu marxismu-leninismu v Ostravě. V době svého nástupu do parlamentu pracoval jako vedoucí oddělení státního archivu v Opavě. Obdržel Zemskou cenu osvobození expozitury Ostrava (1946) a Cenu města Nového Jičína (1963).
Po provedení federalizace Československa usedl v lednu 1969 do Sněmovny národů Federálního shromáždění. Do federálního parlamentu ho nominovala Česká národní rada, kde rovněž zasedal. Ve FS setrval do konce funkčního období, tedy do voleb v roce 1971. Ve funkci poslance se zasazoval o vznik univerzity v Opavě.

## Publikace
- Fulnecko. Brno : Musejní spolek, 1940. 279 s.
- Paměti drahotušských kronikářů : 1571–1911. Olomouc : Místní národní výbor v Drahotuších, 1947. 107 s. (spoluautor Bohumír Indra)
- Soupis urbářů Ostravského kraje : 15.–18. století. Opava : Slezský studijní ústav, 1954. 102 s.
- Bratrský sbor ve Fulneku. Nový Jičín : Vlastivědný ústav, 1970. 51 s. 2. vyd. Fulnek : Comenius Fulnek a Muzeum Novojičínska ve spolupráci se Zemským archivem v Opavě, 2011. 47 s. ISBN 978-80-260-0734-0.
- Dějiny Zámku Hradce. Ostrava : Profil, 1971. 37 s.
- Hrad a panství Starý Jičín. Nový Jičín : Vlastivědný ústav, 1978. 137 s.